# Campylopterus
A Campylopterus a madarak osztályának sarlósfecske-alakúak (Apodiformes) rendjébe és a kolibrifélék (Trochilidae) családjába tartozó nem.

## Rendszerezés
A nemet William John Swainson írta le 1827-ben, az alábbi fajok tartoznak ide:
- Campylopterus largipennis
- lila kardoskolibri (Campylopterus hemileucurus)
- vörös kardoskolibri (Campylopterus rufus)
- Campylopterus duidae
- Campylopterus hyperythrus
- Napo-kardoskolibri (Campylopterus villaviscensio)
- Santa Marta-i kardoskolibri (Campylopterus phainopeplus)
- Campylopterus falcatus
- Campylopterus ensipennis
- kardcsőrű kolibri (Campylopterus curvipennis[2] vagy Pampa curvipennis)[1]
- Campylopterus excellens[2] vagy Pampa excellens[1]